# پروتئین ریخت‌زایی استخوان
پروتئین‌های ریخت‌زایی استخوان (به انگلیسی: Bone Morphogenetic Proteins) (BMPها)، گروهی از فاکتورهای رشد هستند که به سیتوکینها و متابولوژن‌ها نیز معروفند. کشف این پروتئین‌ها از طریق تواناییشان در القاء تشکیل استخوان و غضروف بوده‌است. اکنون BMPها را به عنوان گروهی از پیام‌رسان‌های محوری ریخت‌زایی در نظر می‌گیرند که معماری بافت را در کل بدن هماهنگ می‌کند. عملکرد مهم پیام‌های BMP در فیزیولوژی، با نقش‌های چندگانه پیام‌رسانی از تنظیم خارج شدهٔ BMP در فرایندهای آسیب‌شناختی، برجسته می‌گردد. بیماری‌های سرطانی، اغلب درگیر بدتنظیمی دستگاه پیام‌رسانی BMP می‌باشند. به عنوان مثال، عدم حضور پیام‌رسانی BMP، در پیش‌روی سرطان روده بزرگ، عامل مهمی به‌شمار می‌رود، و برعکس، واکنش بیش از حد پیام‌رسانی BMP پس از ازوفاژیت ناشی از رفلاکس، منجر به مری بارت شده و ازین رو در تکوین آدنوکارسینوم در بخش پروگزیمال لوله گوارشی دخیل است.
BMPهای نوترکیب انسانی (rhBMPها)، در کاربردهای ارتوپدی چون جوش دادن مهره‌ها، جوش نخوردگی و جراحی دهانی به کار می‌رود. rhBMP-2 و rhBMP-7 برای برخی کاربردها، از سوی اداره غذا و داروی آمریکا (FDA) تأیید شده‌است. rhBMP-2، بیش از هر BMP دیگر، موجب رشد بیش از حد استخوان‌ها شده و در کاربردهای بدون مجوز (off-label) به‌طور گسترده مورد استفاده قرار می‌گیرد.

## انواع
در آغاز، ۷ پروتئین از این نوع کشف شده بود. شش تای آنها (از BMP2 تا BMP7) متعلق به خانوادهٔ فاکتور رشد تغییردهنده بتا و پروتئین BMP1 نوعی متالوپروتئیناز است. از آن هنگام، ۱۳ پروتئین دیگر هم کشف شده که همگی متعلق به خانوادهٔ فاکتور رشد تغییردهنده بتا هستند و تعداد این پروتئین‌ها را به ۲۰ رساند. در جدول زیر فقط به ۱۳ نوع از آن اشاره شده که به طریق مشابه زیر نامگذاری شده‌اند. بقیه انواع این پروتئین، نام‌های دیگری تحت عنوان اصلی «فاکتور تمایز رشد» دارند.

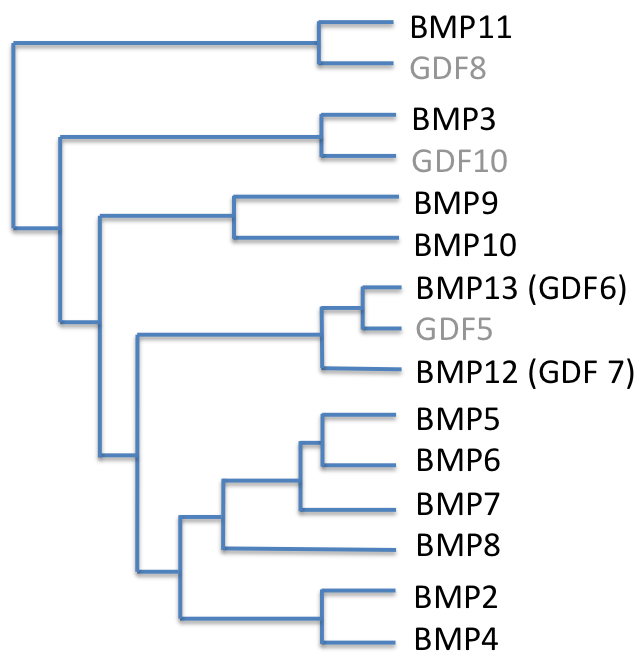
رابطه توالی‌ها میان پروتئین‌های ریخت‌زایی استخوان پستانداران (موش/انسان). با کمی تعدیل از دوسی و کارسنتی ۲۰۰۰

| پروتئین ریخت‌زایی استخوان | عملکرد شناخته‌شده | جایگاه ژنی                     |
| ------------------------ | --- | ------------------------------ |
| BMP1                     | این پروتئین متعلق به خانوادهٔ فاکتور رشد تغییردهنده بتا نیست. این پروتئین نوعی متالوپروتئیناز است که بر روی پیش‌ساز کلاژن ۱، ۲ و ۳ عمل می‌کند. در تکامل غضروف نقش ایفا می‌کند. | کروموزوم ۸؛ جایگاه: 8p21       |
| BMP2                     | همچون یک هومودایمر متصل به دی‌سولفید عمل می‌کند و تشکیل غضروف و استخوان را تحریک می‌کند. احتمال دارد پروتئین واسط رتینوئید باشد. در تمایز سلولی استئوبلاست‌ها هم نقش دارد.     | کروموزوم ۲۰؛ جایگاه: 20p12     |
| BMP3                     | تشکیل استخوان را تحریک می‌کند. | کروموزوم ۱۴؛ جایگاه: 14p22     |
| BMP4                     | شکل‌گیری دندان، دست و پاها و استخوان را از مزودرم تنظیم می‌شود. در ترمیم شکستگی‌های استخوانی، تشکیل اپیدرم، ایجاد محور پشتی-شکمی و تکوین فولیکول تخمدان نقش دارد.             | کروموزوم ۱۴؛ جایگاه: 14q22-q23 |
| BMP5                     | در تکامل غضروف نقش ایفا می‌کند. | کروموزوم ۶؛ جایگاه: 6p12.۱     |
| BMP6                     | در یکپارچگی و استحکام غضروف بالغین مؤثر است. هم‌ایستایی آهن را از طریق تنظیمِ هپسیدین کنترل می‌کند.                                                                           | کروموزوم ۶؛ جایگاه: 6p12.۱     |
| BMP7                     | در تمایز سلولی استئوبلاست‌ها نقش دارد. همچنین تولید SMAD1 را تحریک می‌کند. در تکامل و ترمیم کلیه نقش دارد.                                                                   | کروموزوم ۲۰؛ جایگاه: 20q13     |
| BMP8a                    | در رشد و تکامل استخوان و غضروف نقش دارد. | کروموزوم ۱؛ جایگاه: 1p35–p32   |
| BMP8b                    | در هیپوکامپ بیان می‌شود. | کروموزوم ۱؛ جایگاه: 1p35–p32   |
| BMP10                    | احتمالاً در ایجاد تورتیغه‌های قلب رویان (ترابکولاسیون قلب) نقش دارد. | کروموزوم ۲؛ جایگاه: 2p14       |
| BMP11                    | کنترل‌کننده قالب‌گذاری قدامی-خلفی. | کروموزوم ۱۲؛ جایگاه: 12p       |
| BMP15                    | احتمالاً در تکامل اووسیت و فولیکول تخمدان نقش دارد. | کروموزوم X؛ جایگاه: Xp11.2     |

## برای مطالعهٔ بیشتر
- Reddi AH (1997). "Bone morphogenetic proteins: an unconventional approach to isolation of first mammalian morphogens". Cytokine Growth Factor Rev. 8 (1): 11–20. doi:10.1016/S1359-6101(96)00049-4. PMID 9174660.
- Bessa PC, Casal M, Reis RL (Jan 2008). "Bone morphogenetic proteins in tissue engineering: the road from the laboratory to the clinic, part I (basic concepts)". Journal of Tissue Engineering and Regenerative Medicine. 2 (1): 1–13. doi:10.1002/term.63. hdl:1822/13420. PMID 18293427. Archived from the original on 2012-10-18.